# Kepler-419c
Kepler-419c (també conegut per la seva designació de Kepler Object of Interest KOI-1474.02) és un exoplaneta de tipus superjúpiter que orbita dins de la zona habitable de l'estrella Kepler-419, el més extern dels dos planetes descoberts per la nau espacial Kepler de la NASA. Es troba a uns 3.400 anys llums (1040 parsecs)des de la Terra a la constel·lació del Cigne. L'exoplaneta es va trobar emprant el mètode de variació de temps de trànsit, en què s'estudien les variacions de les dades de trànsit d'un exoplaneta per revelar un company més llunyà.

## Característiques físiques

### Massa, radi i temperatura
Kepler-419c és un superjúpiter, un exoplaneta que té un radi i una massa més grans que els del planeta Júpiter. Té una temperatura de 250 K (−23 °C; −10 °F), una mica més freda que la temperatura d'equilibri de la Terra. Té una massa de 7,2 MJ i un radi probable d'uns 1,13 RJ, segons la seva massa elevada.

### Estrella amfitriona
El planeta orbita una estrella de ((Tipus F) anomenada Kepler-419. L'estrella té una massa d'1,39 M☉ i un radi d'1,75 R☉. Té una temperatura superficial de 6430 K i té 2.800 milions d'anys. En comparació, el Sol té uns 4.600 milions d'anys i té una temperatura superficial de 5778 K.
La magnitud aparent de l'estrella, o la brillantor que sembla des de la perspectiva de la Terra, és de 12. És massa tènue per ser vista a simple vista.

### Òrbita
Kepler-419c orbita al voltant de la seva estrella amfitriona amb el 270% de la lluminositat del Sol (2,7 L☉) aproximadament cada 675 dies (al voltant d'1,84 anys) a una distància d'1,61 UA (en comparació amb l'orbital). distància de Mart, que és 1,52 ua). Té una òrbita lleugerament excèntrica, amb una excentricitat de 0,184. Rep aproximadament el 95% de la quantitat de llum solar que fa la Terra.

## Habitabilitat

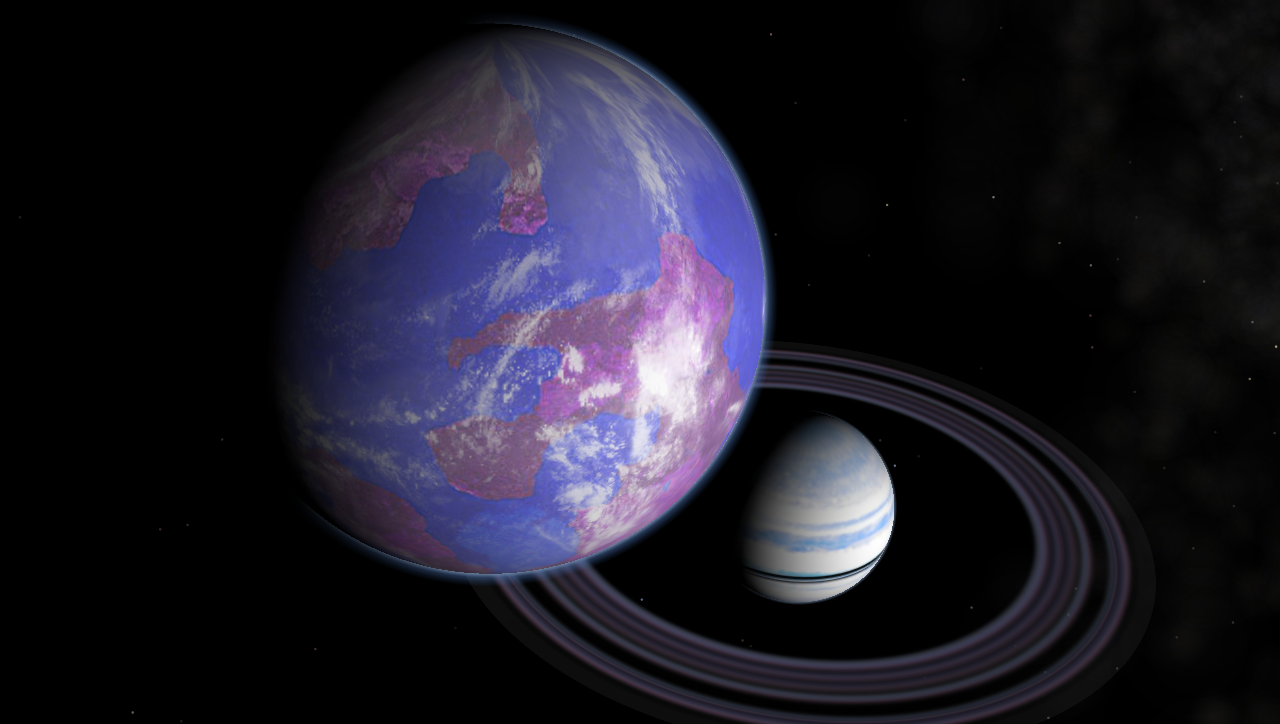
Impressió artística d'una hipotètica lluna al voltant d'un exoplaneta semblant a Saturn que podria ser habitable.

Kepler-419c resideix a la zona habitable circumestel·lar de l'estrella mare. L'exoplaneta, amb una massa de 7,28 MJ, és massa massiu per ser rocós, i per això el planeta en si pot no ser habitable. Tanmateix, Kepler-419c apareix com un dels candidats que poden albergar llunes potencialment habitables, on, amb la pressió atmosfèrica i la temperatura adequades, podria existir aigua líquida a la superfície de la lluna.
Hipotèticament, per a una òrbita estable la relació entre el període orbital Ps de la lluna al voltant de la seva primària i la de la primària al voltant de la seva estrella Pp ha de ser < 1/9, per exemple, si un planeta triga 90 dies a orbitar la seva estrella, l'òrbita màxima estable per a una lluna d'aquest planeta és inferior a 10 dies. Les simulacions suggereixen que una lluna amb un període orbital d'uns 45 a 60 dies romandrà lligada de manera segura a un planeta gegant massiu o nana marró que orbita 1 UA d'una estrella semblant al Sol. En el cas del Kepler-419c, això seria pràcticament el mateix per tenir una òrbita estable, encara que una mica més llarga, al voltant dels 65 dies.

## Descobriment
L'any 2009, la nau espacial Kepler de la NASA estava completant l'observació d'estrelles al seu fotòmetre, l'instrument que utilitza per detectar esdeveniments del trànsit, en que un planeta creua davant i atenua la seva estrella amfitriona durant un període breu i aproximadament regular. En aquesta darrera prova, Kepler va observar 50,000 estrelles al Kepler Input Catalog, inclòs Kepler-419, les corbes de llum preliminars es van enviar a l'equip científic de Kepler per a l'anàlisi, que va triar companys planetaris evidents entre el grup per al seguiment als observatoris. Les observacions dels potencials candidats a exoplanetes van tenir lloc entre el 13 de maig de 2009 i el 17 de març de 2012. Després d'observar els respectius trànsits, es va anunciar el primer planeta, Kepler-419b.
Es van fer més investigacions sobre les dades de trànsit de Kepler-419b, que es va demostrar que variaven lleugerament, causades per un planeta en òrbita més llunyà. Les dades van revelar que el company responsable era unes 7,3 vegades més massiu que Júpiter i orbitava a una distància d'1,68 ua. El descobriment es va anunciar el 12 de juny de 2014.